# الزراعة في القطيف

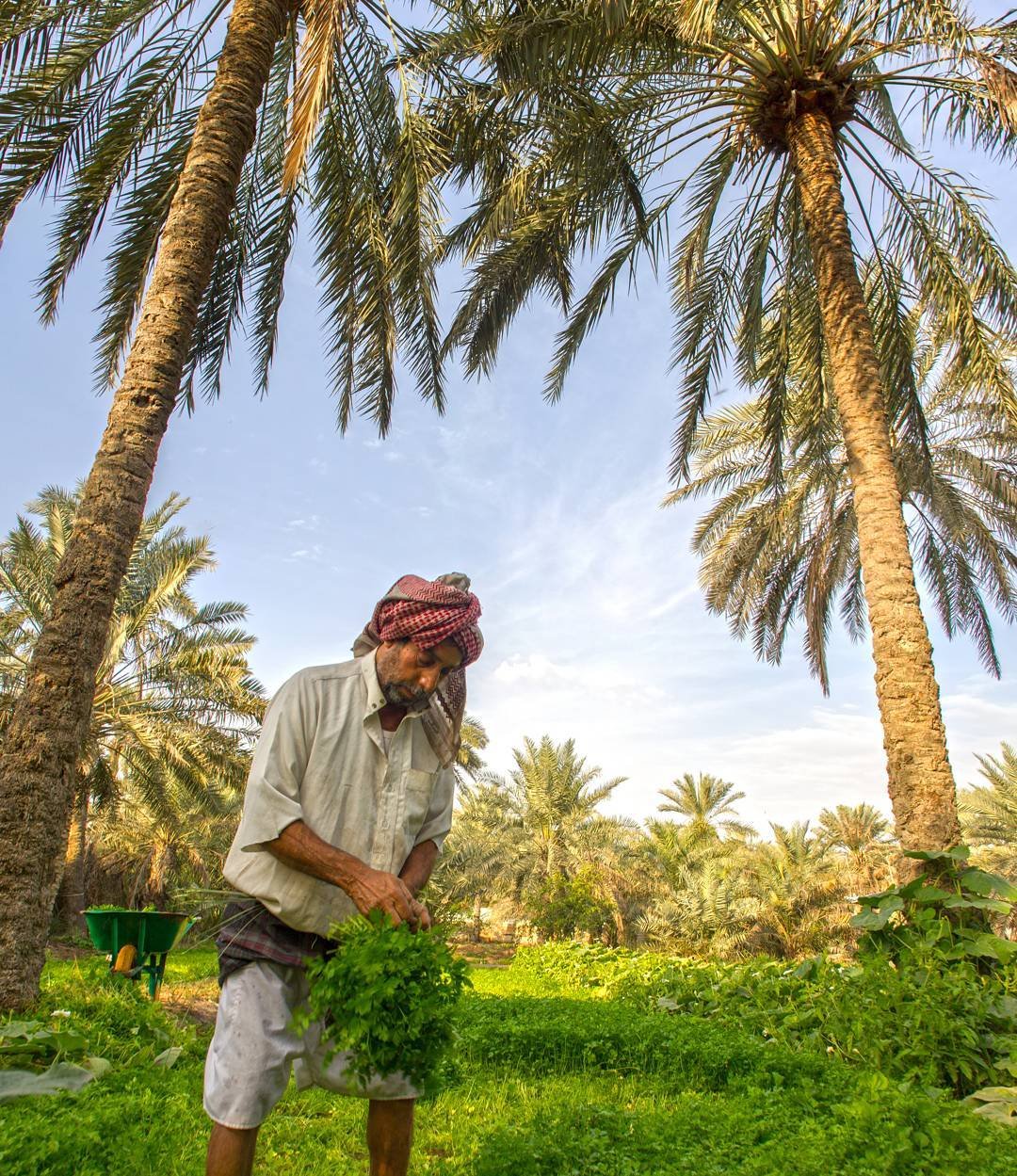
حصاد الورقيات، كالجرجير، والبقدونس، والخس وغيرها، في إحدى مزارع القطيف.

تمتد المزارع في محافظة القطيف على مساحات خضراء واسعة، وغالبًا تكون النخيل هي الأشجار الرئيسية لها. تشتهرمحافظة القطيف بأنها ثاني أكبر واحة زراعية في العالم إذ تضم أكثر من 2,000 مزرعة، وبها ما يزيد على 250,000 نخلة تنتج من التمور ما يزيد على 8,000 طن سنويًا، فضلًا عن إنتاجها للفاكهة والمحاصيل الزراعية المتنوعة والأعلاف، وهي تُعد أقدم بلاد النخيل في العالم.

## التاريخ

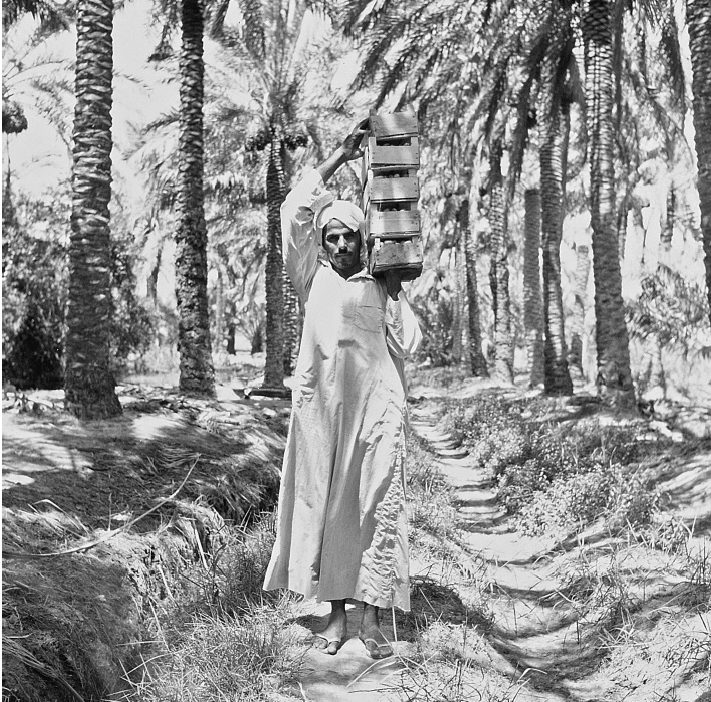
مزارع نخيل في القطيف.
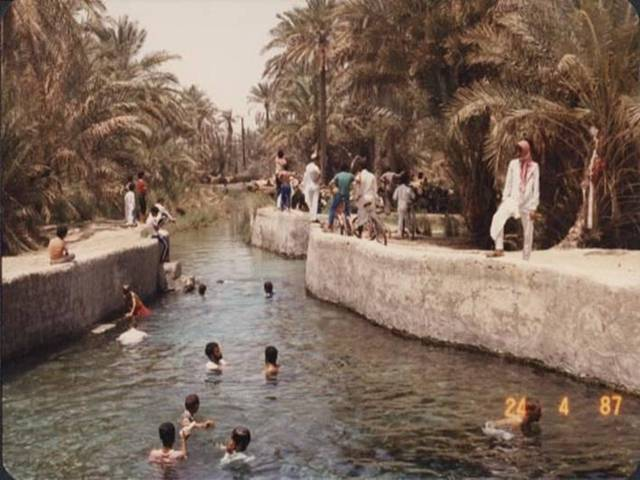
عين طيبة في ثمانينيات القرن العشرين.
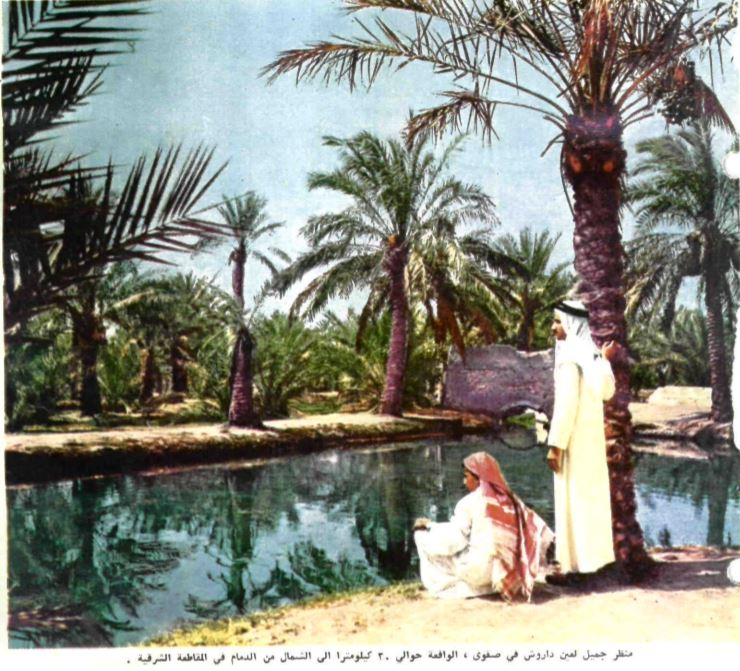
منظر لعين داروش سنة 1957م.
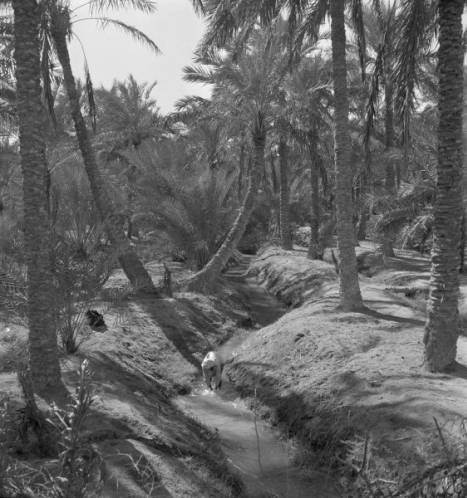
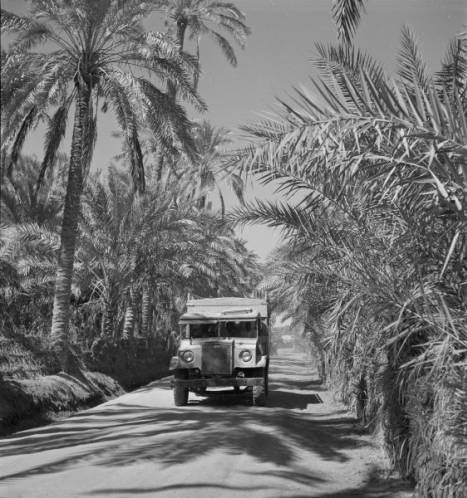
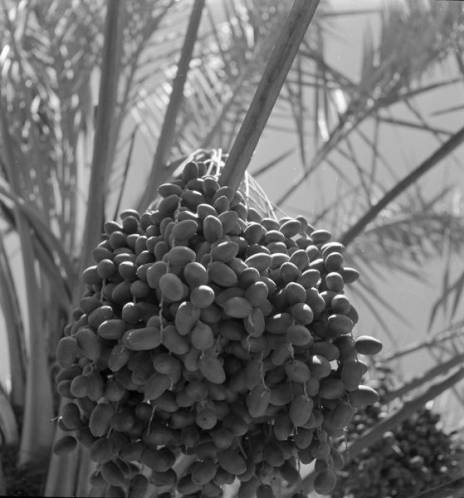
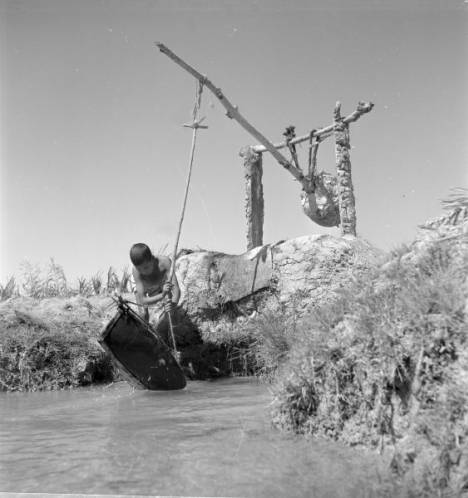
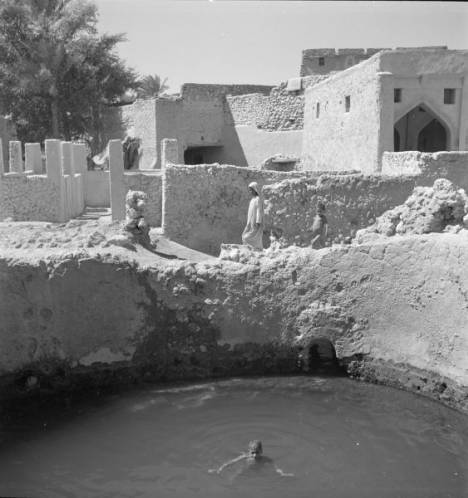
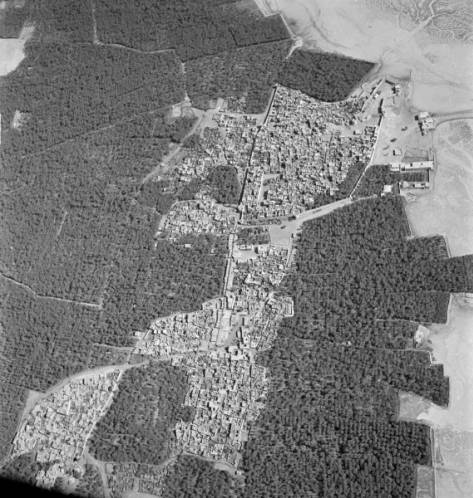
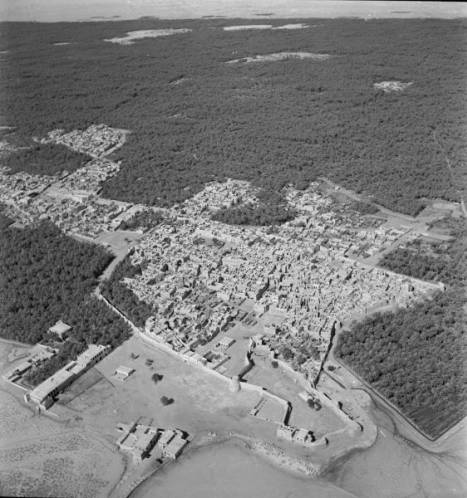
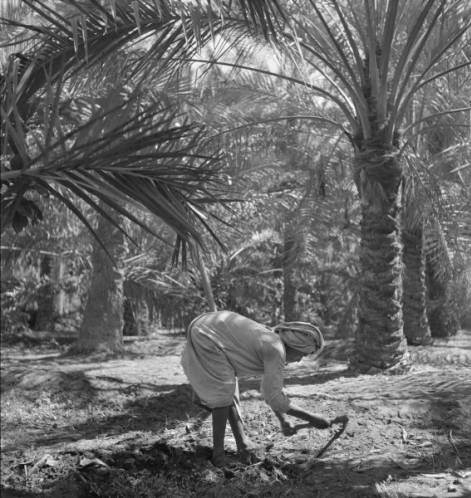
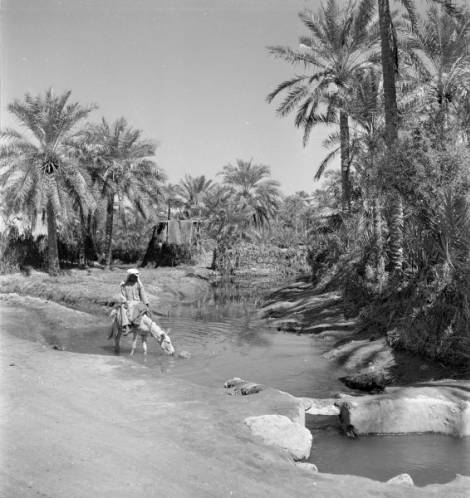
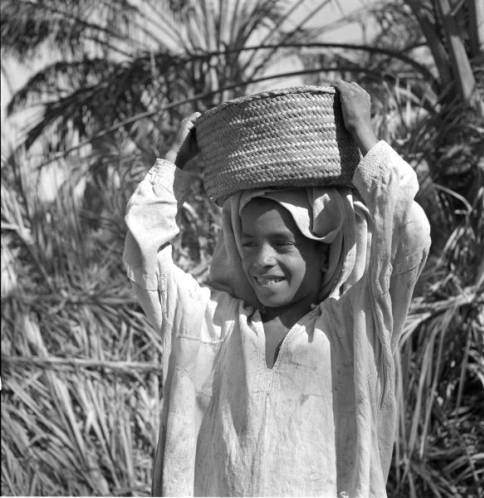
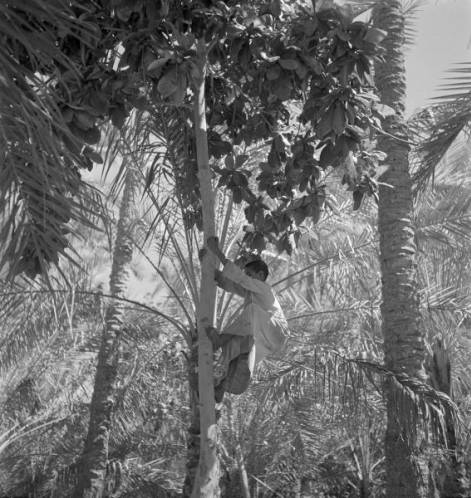

## الأنواع

### مزارع الاستراحات
تنتشر في محافظة القطيف المزارع المهيأة بغرف وبرك سباحة تجعلها مناسبة للاستراحات والتجمّعات العائلية. ويُعرض هذا النوع من المزارع على العامة لإستئجاره.

## الجغرافيا
كانت تتمركز المزارع في محافظة القطيف سابقًا حول العيون والمزارع المائية إضافةً إلى انتشارها في البراري، ومن أكبر التراكيز في الوقت الحاضر:
- العوامية: تحتوي على أكبر عدد من المزارع بمحافظة القطيف وذلك بإحتوائها مزارع الرامس، وهو مجموعة كبيرة من المزارع ملاصقةً لبعضها البعض وهو يقع شرق العوامية وهناك أيضا نخيل في شرق العوامية.
- القديح: نخيل القديح من أشهر النخيل حيث يعد النخيل فقط أكبر من قرية القديح ويحيط بها من كل الجوانب عدا الجنوب حيث تلتصق بمدينة القطيف،و يعد سد القديح الذي بين القديح والعوامية أشعر سدود محافظة القطيف.
- جزيرة تاروت: تقع في شرق محافظة القطيف مدينة تاروت من أكبر المدن في محافظة القطيف وتعد أقدمها، كانت تاروت قبل النزح العمراني أكثر القرى بالنسبة للنخيل ولكن معظم هذا النخيل ولكن لا زالت مزارع تاروت من أشهر المزراع ومن أشهرها: مزرعة جمال البيات التي تستخدم استخدامات عدة.
- الخويلدية: يصل حجم نخيل الخويلدية أكبر بأضعاف من حجم الجزء المسكون من القرية حيث أن النخيل تحيط بالقرية من كل الجوانب والجهات.
- الأوجام: بما أنها في الصحراء فذلك يتيح للمزرعة أن تكون بأي حجم والنخيل يحيط بالأوجام من جنوبها وشمالها وغربها وتقع في شمالها الغربي بين النخيل بحيرة صغيرة أو عين.

## معرض صور

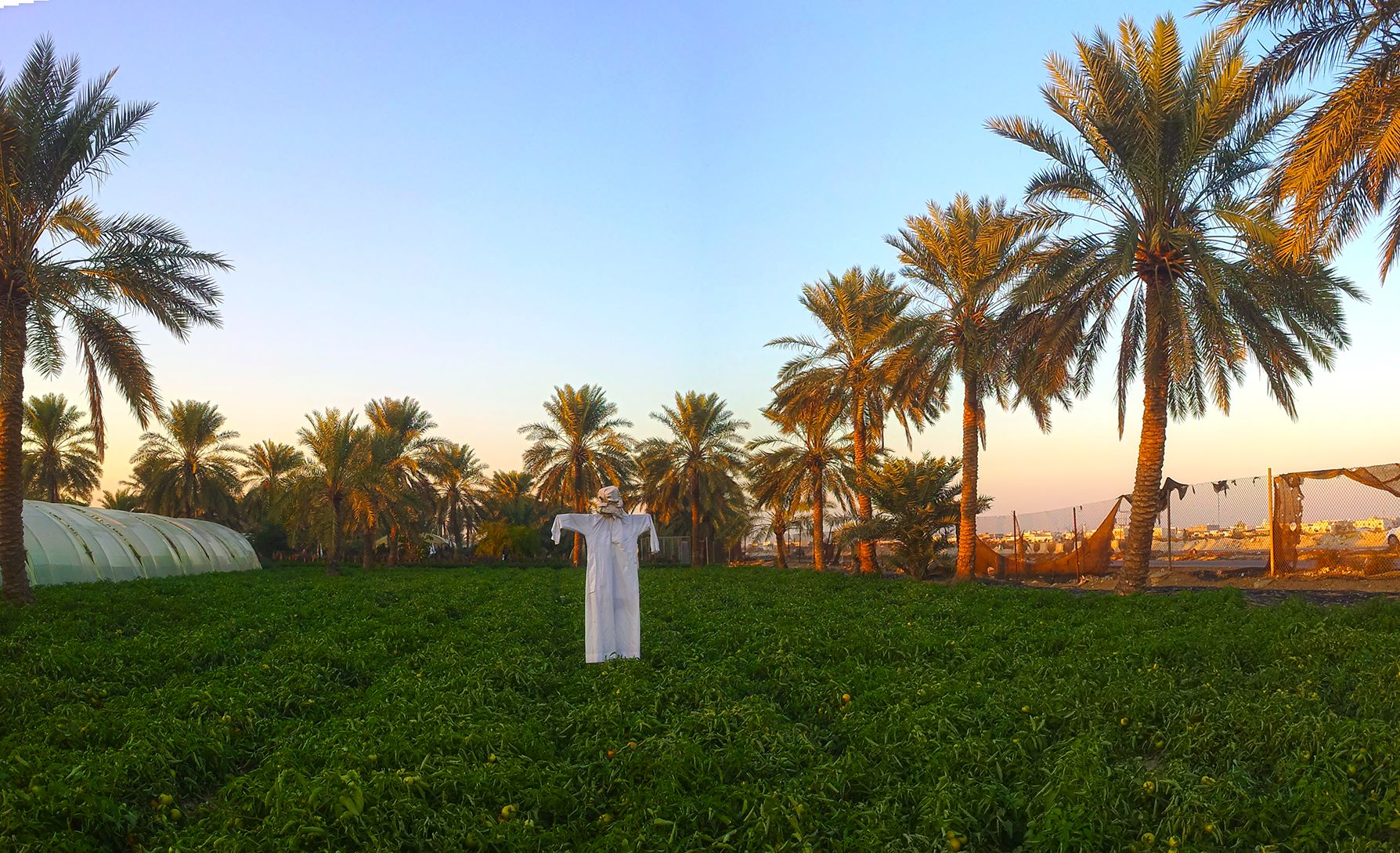
حقل زراعي في القطيف.
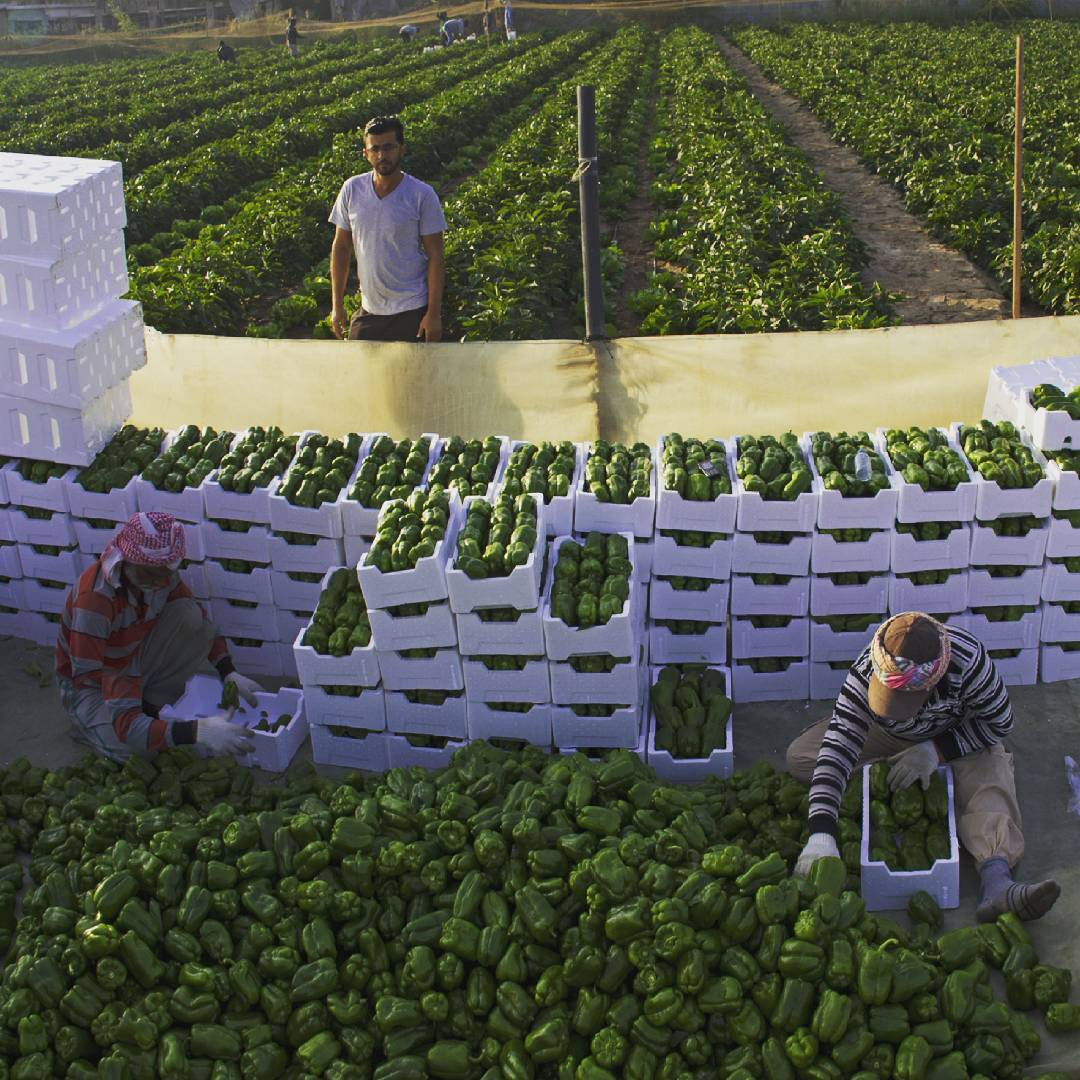
حصاد الفلفل الأخضر.
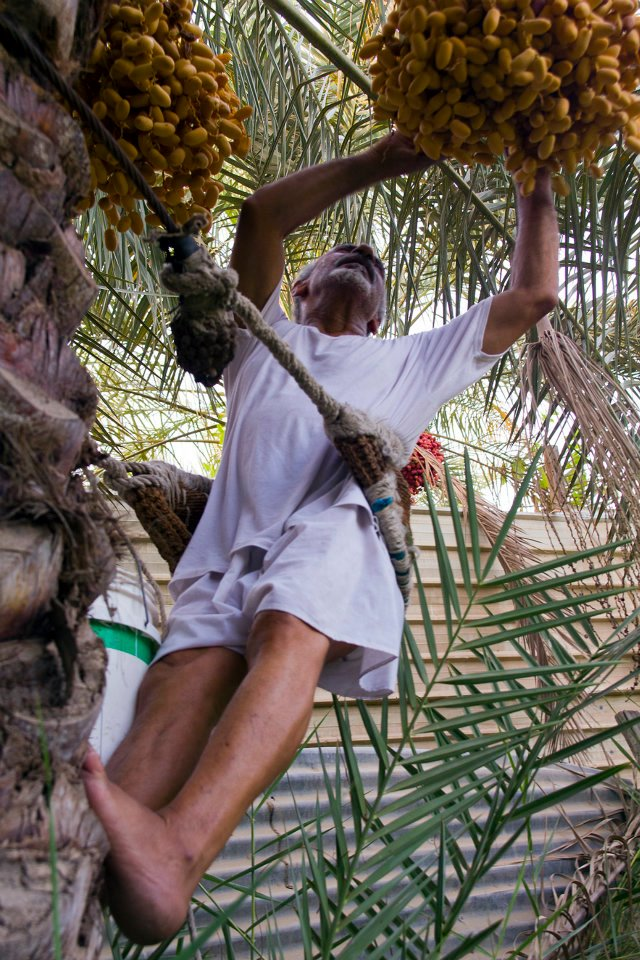
مزارع قطيفي يحصد التمر.
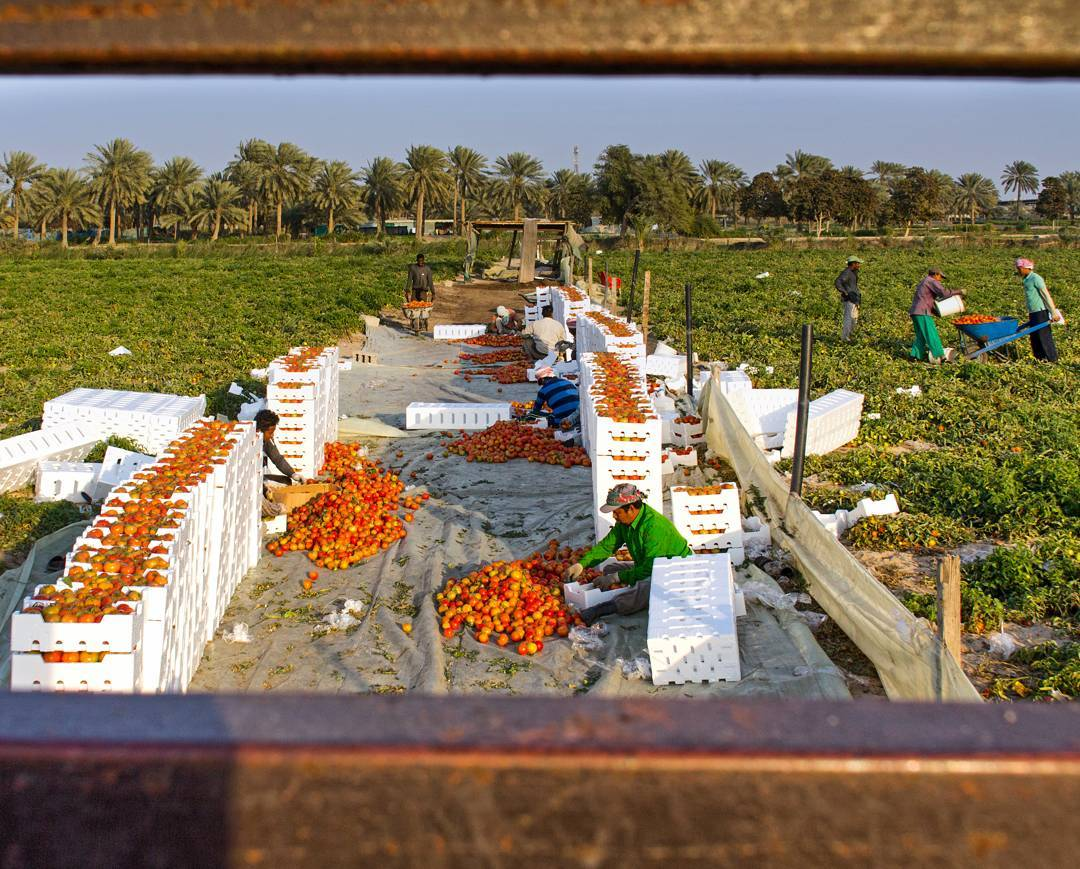
حصاد الطماطم.